# ماريون باتريك جونز
ماريون باتريك جونز (بالإنجليزية: Marion Patrick Jones) (1934 في ترينيداد وتوباغو - 2 مارس 2016، بورت أوف سبين في ترينيداد وتوباغو)؛ روائية ترينيدادية.